# (32853) Döbereiner
(32853) Dobereiner, désignation internationale (32853) Döbereiner, est un astéroïde de la ceinture principale.

## Description
(32853) Dobereiner est un astéroïde de la ceinture principale. Il fut découvert le 21 septembre 1992 à Tautenburg par Freimut Börngen et Lutz Dieter Schmadel. Il présente une orbite caractérisée par un demi-grand axe de 2,54 UA, une excentricité de 0,09 et une inclinaison de 14,2° par rapport à l'écliptique.

## Compléments